# Dabou
Dabou este un oraș din Coasta de Fildeș.

## Personalități născute aici
- Robert Beugré Mambé (n. 1952), om politic, premier.